# Sports Car Challenge at Mid-Ohio 2022
Navigation
Édition précédente Édition suivante
Le Sports Car Challenge at Mid-Ohio 2022 (officiellement appelé le 2022 Lexus Grand Prix at Mid-Ohio) est une course de voitures de sport organisée sur le Mid-Ohio Sports Car Course en Ohio, aux États-Unis, qui s'est déroulée le 15 mai 2022. Il s'agissait de la cinquième manche du championnat WeatherTech SportsCar Championship 2022 et les catégories DPi, LMP2, LMP3 et GTD du championnat ont participé à la course.

## Circuit

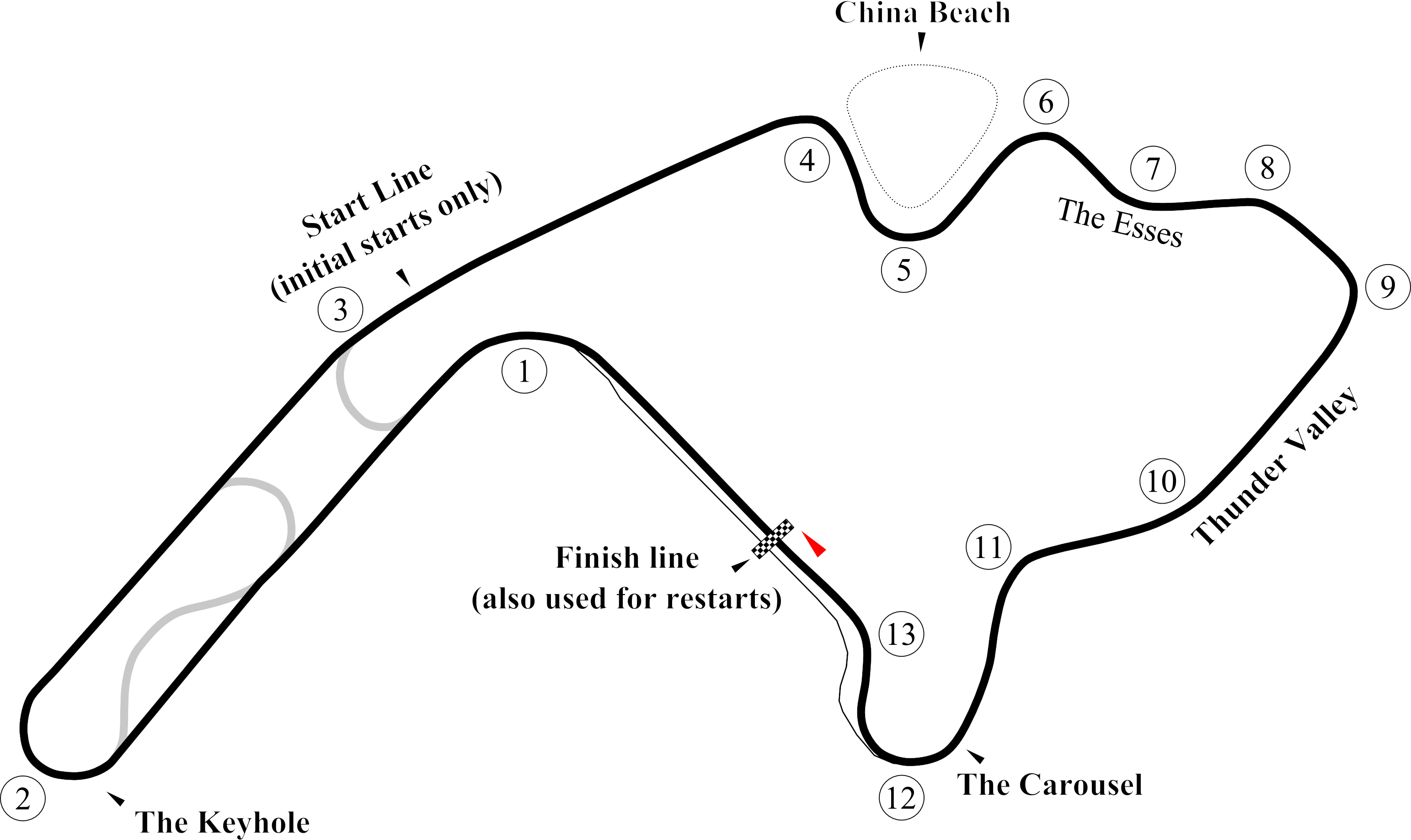
Mid-Ohio Sports Car Course

Le Sports Car Challenge at Mid-Ohio 2022 s'est déroulé sur le Mid-Ohio Sports Car Course situé en Ohio. Il s'agit d'un circuit automobile situé à Troy Township, dans le Comté de Morrow en Ohio. Le circuit comprend 15 virages et à une longueur de 3,86 km. La partie la plus rapide du circuit permet d'atteindre des vitesses approchant les 290 km/h. Il y a une tribune ayant une capacité de 10 000 spectateurs et les trois monticules d'observation le long du circuit permet d'augmenter la capacité d'accueil à plus de 75 000 spectateurs.

## Course

### Classement de la course
Voici le classement provisoire au terme de la course.
- Les vainqueurs de chaque catégorie sont signalés par un fond jauni.
- Pour la colonne Pneus, il faut passer le curseur au-dessus du modèle pour connaître le manufacturier de pneumatiques.

| Pos | Classe  | no | Écurie                                 | Pilotes                                 | Châssis                                 | Pneus | Tours | Temps               |
| --- | ------- | -- | -------------------------------------- | --------------------------------------- | --------------------------------------- | ----- | ----- | ------------------- |
| Pos | Classe  | no | Écurie                                 | Pilotes                                 | Moteur                                  | Pneus | Tours | Temps               |
| 1   | DPi     | 10 | Konica Minolta Acura                   | Filipe Albuquerque Ricky Taylor         | Acura ARX-05                            | M     | 121   | 2 h 40 min 20 s 108 |
| 1   | DPi     | 10 | Konica Minolta Acura                   | Filipe Albuquerque Ricky Taylor         | Acura AR35TT 3,5 L V6 Turbo             | M     | 121   | 2 h 40 min 20 s 108 |
| 2   | DPi     | 60 | Meyer Shank Racing avec Curb Agajanian | Tom Blomqvist Oliver Jarvis             | Acura ARX-05                            | M     | 121   | + 2 s 098           |
| 2   | DPi     | 60 | Meyer Shank Racing avec Curb Agajanian | Tom Blomqvist Oliver Jarvis             | Acura AR35TT 3,5 L V6 Turbo             | M     | 121   | + 2 s 098           |
| 3   | DPi     | 31 | Whelen Engineering Racing              | Pipo Derani Tristan Nunez               | Cadillac DPi-V.R                        | M     | 121   | + 16 s 910          |
| 3   | DPi     | 31 | Whelen Engineering Racing              | Pipo Derani Tristan Nunez               | Cadillac 5,5 L V8 Atmo                  | M     | 121   | + 16 s 910          |
| 4   | DPi     | 02 | Cadillac Racing                        | Earl Bamber Alex Lynn                   | Cadillac DPi-V.R                        | M     | 121   | + 36 s 916          |
| 4   | DPi     | 02 | Cadillac Racing                        | Earl Bamber Alex Lynn                   | Cadillac 5,5 L V8 Atmo                  | M     | 121   | + 36 s 916          |
| 5   | DPi     | 01 | Cadillac Racing                        | Sébastien Bourdais Renger van der Zande | Cadillac DPi-V.R                        | M     | 121   | + 37 s 104          |
| 5   | DPi     | 01 | Cadillac Racing                        | Sébastien Bourdais Renger van der Zande | Cadillac 5,5 L V8 Atmo                  | M     | 121   | + 37 s 104          |
| 6   | DPi     | 5  | JDC Miller Motorsports                 | Tristan Vautier Richard Westbrook       | Cadillac DPi-V.R                        | M     | 121   | + 1 min 02 s 301    |
| 6   | DPi     | 5  | JDC Miller Motorsports                 | Tristan Vautier Richard Westbrook       | Cadillac 5,5 L V8 Atmo                  | M     | 121   | + 1 min 02 s 301    |
| 7   | LMP2    | 81 | DragonSpeed USA                        | Henrik Hedman Juan Pablo Montoya        | Oreca 07                                | M     | 118   | + 3 tours           |
| 7   | LMP2    | 81 | DragonSpeed USA                        | Henrik Hedman Juan Pablo Montoya        | Gibson GK428 4,2 L V8 Atmo              | M     | 118   | + 3 tours           |
| 8   | LMP2    | 11 | PR1/Mathiasen Motorsports              | Jonathan Bomarito Steven Thomas         | Oreca 07                                | M     | 118   | + 3 tours           |
| 8   | LMP2    | 11 | PR1/Mathiasen Motorsports              | Jonathan Bomarito Steven Thomas         | Gibson GK428 4,2 L V8 Atmo              | M     | 118   | + 3 tours           |
| 9   | LMP2    | 20 | High Class Racing                      | Dennis Andersen Anders Fjordbach        | Oreca 07                                | M     | 118   | + 3 tours           |
| 9   | LMP2    | 20 | High Class Racing                      | Dennis Andersen Anders Fjordbach        | Gibson GK428 4,2 L V8 Atmo              | M     | 118   | + 3 tours           |
| 10  | LMP2    | 8  | Tower Motorsport                       | John Farano Will Stevens                | Oreca 07                                | M     | 117   | + 4 tours           |
| 10  | LMP2    | 8  | Tower Motorsport                       | John Farano Will Stevens                | Gibson GK428 4,2 L V8 Atmo              | M     | 117   | + 4 tours           |
| 11  | LMP2    | 18 | Era Motorsport                         | Ryan Dalziel Dwight Merriman            | Oreca 07                                | M     | 117   | + 4 tours           |
| 11  | LMP2    | 18 | Era Motorsport                         | Ryan Dalziel Dwight Merriman            | Gibson GK428 4,2 L V8 Atmo              | M     | 117   | + 4 tours           |
| 12  | LMP2    | 52 | PR1/Mathiasen Motorsports              | Josh Pierson Patrick Kelly              | Oreca 07                                | M     | 117   | + 4 tours           |
| 12  | LMP2    | 52 | PR1/Mathiasen Motorsports              | Josh Pierson Patrick Kelly              | Gibson GK428 4,2 L V8 Atmo              | M     | 117   | + 4 tours           |
| 13  | LMP3    | 54 | CORE Autosport                         | Jon Bennett (en) Colin Braun            | Ligier JS P320                          | M     | 114   | + 7 tours           |
| 13  | LMP3    | 54 | CORE Autosport                         | Jon Bennett (en) Colin Braun            | Nissan VK56DE 5,6 L V8 Atmo             | M     | 114   | + 7 tours           |
| 14  | LMP3    | 30 | Jr III Racing                          | Ari Balogh Garett Grist                 | Ligier JS P320                          | M     | 113   | + 8 tours           |
| 14  | LMP3    | 30 | Jr III Racing                          | Ari Balogh Garett Grist                 | Nissan VK56DE 5,6 L V8 Atmo             | M     | 113   | + 8 tours           |
| 15  | LMP3    | 36 | Andretti Autosport                     | Jarett Andretti (en) Gabby Chaves       | Ligier JS P320                          | M     | 113   | + 8 tours           |
| 15  | LMP3    | 36 | Andretti Autosport                     | Jarett Andretti (en) Gabby Chaves       | Nissan VK56DE 5,6 L V8 Atmo             | M     | 113   | + 8 tours           |
| 16  | LMP3    | 74 | Riley Motorsports                      | Felipe Fraga Gar Robinson               | Ligier JS P320                          | M     | 113   | + 8 tours           |
| 16  | LMP3    | 74 | Riley Motorsports                      | Felipe Fraga Gar Robinson               | Nissan VK56DE 5,6 L V8 Atmo             | M     | 113   | + 8 tours           |
| 17  | LMP3    | 58 | MLT Motorsports                        | Dakota Dickerson Josh Sarchet           | Ligier JS P320                          | M     | 113   | + 8 tours           |
| 17  | LMP3    | 58 | MLT Motorsports                        | Dakota Dickerson Josh Sarchet           | Nissan VK56DE 5,6 L V8 Atmo             | M     | 113   | + 8 tours           |
| 18  | LMP3    | 33 | Sean Creech Motorsport                 | João Barbosa Lance Willsey              | Ligier JS P320                          | M     | 112   | + 9 tours           |
| 18  | LMP3    | 33 | Sean Creech Motorsport                 | João Barbosa Lance Willsey              | Nissan VK56DE 5,6 L V8 Atmo             | M     | 112   | + 9 tours           |
| 19  | GTD     | 96 | Turner Motorsport                      | Bill Auberlen Robby Foley               | BMW M4 GT3                              | M     | 110   | + 11 tours          |
| 19  | GTD     | 96 | Turner Motorsport                      | Bill Auberlen Robby Foley               | BMW S58B30T0 3,0 L i6 M TwinPower Turbo | M     | 110   | + 11 tours          |
| 20  | GTD     | 1  | Paul Miller Racing                     | Bryan Sellers Madison Snow              | BMW M4 GT3                              | M     | 110   | + 11 tours          |
| 20  | GTD     | 1  | Paul Miller Racing                     | Bryan Sellers Madison Snow              | BMW S58B30T0 3,0 L i6 M TwinPower Turbo | M     | 110   | + 11 tours          |
| 21  | GTD     | 12 | Vasser-Sullivan Racing                 | Frankie Montecalvo Aaron Telitz         | Lexus RC F GT3                          | M     | 110   | + 11 tours          |
| 21  | GTD     | 12 | Vasser-Sullivan Racing                 | Frankie Montecalvo Aaron Telitz         | Toyota 2UR 5,0 L V8 Atmo                | M     | 110   | + 11 tours          |
| 22  | GTD     | 39 | CarBahn avec Peregrine Racing          | Robert Megennis Jeff Westphal           | Lamborghini Huracán GT3 Evo             | M     | 110   | + 11 tours          |
| 22  | GTD     | 39 | CarBahn avec Peregrine Racing          | Robert Megennis Jeff Westphal           | Lamborghini 5,2 L V10 Atmo              | M     | 110   | + 11 tours          |
| 23  | GTD     | 57 | Winward Racing                         | Philip Ellis Russell Ward (en)          | Mercedes-AMG GT3 Evo                    | M     | 110   | + 11 tours          |
| 23  | GTD     | 57 | Winward Racing                         | Philip Ellis Russell Ward (en)          | Mercedes-Benz M159 6,2 L V8 Atmo        | M     | 110   | + 11 tours          |
| 24  | GTD     | 32 | Gilbert / Korthoff Motorsports         | Stevan McAleer Mike Skeen (en)          | Mercedes-AMG GT3 Evo                    | M     | 110   | + 11 tours          |
| 24  | GTD     | 32 | Gilbert / Korthoff Motorsports         | Stevan McAleer Mike Skeen (en)          | Mercedes-Benz M159 6,2 L V8 Atmo        | M     | 110   | + 11 tours          |
| 25  | GTD Pro | 17 | Vasser-Sullivan Racing                 | Jack Hawksworth Richard Heistand (de)   | Lexus RC F GT3                          | M     | 110   | + 11 tours          |
| 25  | GTD Pro | 17 | Vasser-Sullivan Racing                 | Jack Hawksworth Richard Heistand (de)   | Toyota 2UR 5,0 L V8 Atmo                | M     | 110   | + 11 tours          |
| 26  | GTD     | 27 | Heart of Racing Team                   | Roman De Angelis (en) Maxime Martin     | Aston Martin Vantage AMR GT3            | M     | 110   | + 11 tours          |
| 26  | GTD     | 27 | Heart of Racing Team                   | Roman De Angelis (en) Maxime Martin     | Aston Martin 4,0 L V8 Turbo             | M     | 110   | + 11 tours          |
| 27  | GTD     | 16 | Wright Motorsports                     | Ryan Hardwick Jan Heylen                | Porsche 911 GT3 R                       | M     | 110   | + 11 tours          |
| 27  | GTD     | 16 | Wright Motorsports                     | Ryan Hardwick Jan Heylen                | Porsche MA1.76/MDG.G 4,0 L Flat-6 Atmo  | M     | 110   | + 11 tours          |
| 28  | GTD     | 51 | Rick Ware Racing                       | Ryan Eversley (en) Aidan Read           | Acura NSX GT3 Evo22                     | M     | 109   | + 12 tours          |
| 28  | GTD     | 51 | Rick Ware Racing                       | Ryan Eversley (en) Aidan Read           | Acura 3,5 L V6 Turbo                    | M     | 109   | + 12 tours          |
| 29  | GTD     | 70 | Inception Racing                       | Brendan Iribe Jordan Pepper             | McLaren 720S GT3                        | M     | 110   | + 11 tours          |
| 29  | GTD     | 70 | Inception Racing                       | Brendan Iribe Jordan Pepper             | McLaren M840T 4,0 l V8 Bi-Turbo         | M     | 110   | + 11 tours          |
| 30  | LMP3    | 38 | Performance Tech Motorsports           | Dan Goldburg Rasmus Lindh (en)          | Ligier JS P320                          | M     | 106   | + 15 tours          |
| 30  | LMP3    | 38 | Performance Tech Motorsports           | Dan Goldburg Rasmus Lindh (en)          | Nissan VK56DE 5,6 L V8 Atmo             | M     | 106   | + 15 tours          |
| 31  | LMP3    | 13 | AWA                                    | Orey Fidani Kuno Wittmer (en)           | Duqueine M30 - D08                      | M     | 100   | + 21 tours          |
| 31  | LMP3    | 13 | AWA                                    | Orey Fidani Kuno Wittmer (en)           | Nissan VK56DE 5,6 L V8 Atmo             | M     | 100   | + 21 tours          |

## Pole position et record du tour
- Pole position :  Sébastien Bourdais (#01 Cadillac Racing) en 1 min 10 s 439
- Meilleur tour en course :  Tom Blomqvist (#60 Meyer Shank Racing avec Curb Agajanian) en 1 min 12 s 264

## Tours en tête
- no 10 Acura ARX-05 - Konica Minolta Acura : 60 tours (1-9 / 66-86 / 92-121)[2]
- no 01 Cadillac DPi-V.R - Cadillac Racing : 61 tours (10-65 / 87-91)

## À noter
- Longueur du circuit : 2,258 mi
- Distance parcourue par les vainqueurs : 273,218 mi